# James Willard
James Willard, właśc. Arthur James Willard (ur. 22 kwietnia 1893 w Tambaroora, zm. 10 czerwca 1968 w Sydney) – australijski tenisista, reprezentant kraju w Pucharze Davisa, olimpijczyk z Paryża (1924).

## Kariera tenisowa
Startując jako singlista Willard jest finalistą Australasian Championships 1926. W 1927 i 1930 doszedł również do półfinału tegoż turnieju, a w 1932 do ćwierćfinału. Willard osiągnął także trzecią rundę French Championships 1930 i drugą rundę Wimbledonu 1924.
W grze podwójnej Australijczyk osiągnął finały Australian Championships 1928 i French Championships 1930, z kolei w konkurencji gry mieszanej został mistrzem Australasian Championships 1924 i Australasian Championships 1925. W dwóch kolejnych edycjach przegrywał mecze finałowe.
W 1924 zagrał na igrzyskach olimpijskich w Paryżu i awansował do trzeciej rundy singla oraz drugiej rundy debla. W 1930 reprezentował Australię w Pucharze Davisa i zwyciężył w trzech meczach gry podwójnej, jednak jego zespół odpadł w półfinale po porażce w Włochami.

### Finały w turniejach wielkoszlemowych

#### Gra pojedyncza (0–1)
| Końcowy wynik | Nr | Data | Turniej                              | Nawierzchnia | Przeciwnik  | Wynik finału  |
| ------------- | -- | ---- | ------------------------------------ | ------------ | ----------- | ------------- |
| Finalista     | 1. | 1926 | Australasian Championships, Adelaide | Trawiasta    | John Hawkes | 1:6, 3:6, 1:6 |

#### Gra podwójna (0–2)
| Końcowy wynik | Nr | Data | Turniej                          | Nawierzchnia | Partner      | Przeciwnicy                  | Wynik finału       |
| ------------- | -- | ---- | -------------------------------- | ------------ | ------------ | ---------------------------- | ------------------ |
| Finalista     | 1. | 1928 | Australian Championships, Sydney | Trawiasta    | Edgar Moon   | Jean Borotra Jacques Brugnon | 2:6, 6:4, 4:6, 4:6 |
| Finalista     | 2. | 1930 | French Championships, Paryż      | Ceglana      | Harry Hopman | Jacques Brugnon Henri Cochet | 3:6, 7:9, 3:6      |

#### Gra mieszana (2–2)
| Końcowy wynik | Nr | Data | Turniej                               | Nawierzchnia | Partnerka             | Przeciwnicy                             | Wynik finału |
| ------------- | -- | ---- | ------------------------------------- | ------------ | --------------------- | --------------------------------------- | ------------ |
| Zwycięzca     | 1. | 1924 | Australasian Championships, Melbourne | Trawiasta    | Daphne Akhurst Cozens | Esna Boyd Garton Hone                   | 6:3, 6:4     |
| Zwycięzca     | 3. | 1925 | Australasian Championships, Sydney    | Trawiasta    | Daphne Akhurst Cozens | Sylvia Lance Harper Richard Schlesinger | 6:4, 6:4     |
| Finalista     | 1. | 1926 | Australasian Championships, Adelaide  | Trawiasta    | Daphne Akhurst Cozens | Esna Boyd John Hawkes                   | 1:6, 4:6     |
| Finalista     | 2. | 1927 | Australian Championships, Melbourne   | Trawiasta    | Youtha Anthony        | Esna Boyd John Hawkes                   | 1:6, 3:6     |